# Manuel María de Zamacona y Murphy
Manuel María Eutimio de Zamacona y Murphy (Puebla, Puebla, 23 de diciembre de 1823 - Ciudad de México, 29 de mayo de 1904) fue un periodista, diplomático y político mexicano que se desempeñó como secretario de Relaciones Exteriores en el gabinete del presidente Benito Juárez (1861), gestionó el reconocimiento diplomático de los Estados Unidos al gobierno de Porfirio Díaz (1878) y encabezó la Suprema Corte de Justicia la Nación (1898).

## Semblanza biográfica
Realizó sus estudios en el Seminario Palafoxiano de Puebla, donde obtuvo el título de abogado. Como periodista colaboró con El Monitor Republicano y con El Siglo Diez y Nueve, llegando a ser director de este último.
Formó parte del gabinete de Benito Juárez como ministro de Relaciones Exteriores del 13 de julio al 26 de noviembre de 1861, durante su corta gestión negoció la deuda externa con los ministros de Francia y Reino Unido. Se opuso al decreto de suspensión de pagos del gobierno de Juárez, de esta forma negoció la deuda con el representante de Reino Unido, Charles Wyke, para evitar la intervención extranjera de la alianza tripartita. Logró firmar el Tratado Wyke-Zamacona el cual debería ser ratificado por el Congreso de la Unión, sin embargo, la propuesta fue rechazada. Por tal motivo, Zamacona renunció a su cargo siendo sustituido por Manuel Doblado.
En 1867 fue diputado en el Congreso de la Unión, promovió la construcción de vías férreas argumentado que "los caminos de hierro resolverían todas las cuestiones políticas, sociales y económicas que no habían podido resolverse por la abnegación y sangre de las dos generaciones anteriores". Una vez restaurada la república en México, desde su curul y desde el periódico, se opuso a la reelección de Benito Juárez, no obstante, este lo nombró miembro de la Comisión de Reclamaciones entre México y Estados Unidos en 1872.
Durante los primeros años del gobierno de Porfirio Díaz fue enviado a Washington como agente confidencial para lograr convencer el reconocimiento del nuevo régimen ante los Estados Unidos.
En 1880 contendió por la presidencia, pero fue derrotado por Manuel González.
Fue ministro de la Suprema Corte de Justicia de la Nación, llegando a presidirla en 1898. Murió en la Ciudad de México el 29 de mayo de 1904.